# Holger-Madsen
Holger-Madsen (11 de abril de 1878 - 30 de noviembre de 1943) fue un director, actor y guionista cinematográfico danés, activo principalmente en la época del cine mudo. Junto a August Blom y Benjamin Christensen, fue uno de los directores daneses artísticamente más importantes de Nordisk Film en la era dorada del cine danés.

## Biografía
Nacido en Copenhague, Dinamarca, en 1896 Madsen se hizo actor teatral debutando en el Rønne Teater, trabajando en diferentes teatros provinciales daneses a lo largo de varios años. A partir de 1905 actuó en escenarios de Copenhague, hasta 1912 en el Casino-Teater, y después dos años en el Dagmaryteatret, finalizando su carrera sobre las tablas en 1914.
A partir de 1908, Madsen también actuó en el cine. Actuó dirigido por Viggo Larsen en Sherlock Holmes, encarnando al Dr. Watson en una serie de cintas dedicadas al detective, una respuesta danesa a los filmes seriales que el francés Victorin Jasset dedicó al detective Nick Carter. Trabajó para varias productoras danesas, iniciándose en 1912 como director. En 1913 fue empleado por Nordisk Film, compañía con la que trabajó hasta 1920. En un principio, Holger-Madsen rodó todo tipo de géneros, desde la comedia a la tragedia, pero con el tiempo desarrolló un contenido y estilo propios, especializándose en los temas espirituales. Trabajó con innovadores usos de la cámara y la exposición de la mano del director de fotografía Marius Clausen. 
En 1913, Nordisk rodó ambiciosas adaptaciones literarias. Holger-Madsen dirigió una adaptación de la pieza de Arthur Schnitzler Liebelei, en colaboración con August Blom. Su película de 1914 Opiumsdrømmen, fue la primera producción danesa en ser totalmente censurada. Dentro de sus películas de índole religiosa, la más importante de las dirigidas por él fue Evangeliemandens Liv (1914), en la cual Valdemar Psilander interpretaba el papel principal.
Poco antes del estallido de la Primera Guerra Mundial, Holger-Madsen empezó a rodar Ned med vaabnene !, una película pacifista derivada de la novela Die Waffen nieder!, de Bertha von Suttner. La cinta no pudo verse en Alemania hasta el final de la guerra, y actualmente es considerada como una de las primeras películas antibélicas. El guion fue escrito por Carl Theodor Dreyer, que colaboró hasta 1918 en cinco películas más de Holger-Madsen. Con Pax Æterna (1917), Holger-Madsen volvió de nuevo a las ideas pacifistas durante la Gran Guerra. En 1917 también dirigió Das Himmelsschiff, una aventura espacial, y una de las primeras películas de ciencia ficción. Trataba sobre un viaje a Marte y el encuentro con una civilización pacífica, contraste claro con la situación bélica de la época. En 1919 dirigió la última película danesa interpretada por la actriz Asta Nielsen, Der Fackelträger.
Cuando, finalizada la guerra, la producción cinematográfica danesa se frenó, Holger-Madsen se mudó a Alemania, al igual que otros colegas. En 1921 obtuvo trabajo como actor y codirector en la película de Joe May Tobias Buntschuh - Das Drama eines Einsamen. Hasta 1929 rodó un total de 13 películas alemanas, que tuvieron un éxito moderado. En 1930 decidió volver a Dinamarca. Hasta mediados de los años 1930, y con la llegada del cine sonoro, solo consiguió actuar ocasionalmente, rodando una película con el dúo cómico Fyrtårnet y Bivognen (Carl Schenstrøm y Harald Madsen). Como director, apenas obtuvo proyectos, rodando su última película en 1936, Sol over Danmark.
En 1937 Madsen recibió la licencia para dirigir un pequeño cone en Copenhague, el Enghave Bio. El cineasta falleció en esa ciudad en 1943. Había estado casado con Rigmor Holger-Madsen, que escribió dos guiones en 1910 para el director Lau Lauritzen Sr.

## Filmografía

### Actor
- 1908 : Natten før Christians Fødselsdag, de Viggo Larsen
- 1908 : Svend Dyrings Hus, de Viggo Larsen
- 1908 : Rulleskøjterne
- 1908 : Urmagerens Bryllup
- 1908 : I Forbryderhænder, de Viggo Larsen
- 1908 : Sherlock Holmes i Livsfare, de Viggo Larsen
- 1908 : Verdens Herkules, de Viggo Larsen
- 1909 : Capriciosa, de Viggo Larsen
- 1909 : Sherlock Holmes II, de Viggo Larsen
- 1911 : Den svarte doktorn
- 1911 : Det store Fald, de Christian L. Larsen
- 1912 : Dødssejleren, de Alfred Lind
- 1912 : Kun en Tigger, también director
- 1913 : Kattebaronessen
- 1913 : Skæbnens Veje (también director)
- 1913 : Den hvide Dame, también director
- 1913 : Under Savklingens Tænder, también director
- 1916 : Manden uden Fremtid, también director
- 1918 : Folkets Ven, también director
- 1920 : Har jeg Ret til at tage mit eget Liv?, también director
- 1921 : Die sterbende Stadt, también director
- 1925 : Der Mann um Mitternacht, también director
- 1931 : Krudt med Knald, de Lau Lauritzen Sr.
- 1931 : Præsten i Vejlby, de George Schnéevoigt
- 1933 : Med fuld musik, de Lau Lauritzen Sr.
- 1933 : 5 raske piger, de A.W. Sandberg
- 1934 : 7-9-13, de A.W. Sandberg
- 1934 : Lynet, de George Schnéevoigt
- 1935 : Kidnapped, de Alice O'Fredericks y Lau Lauritzen Jr.

### Guionista
- 1912 : Kun en Tigger (también director)
- 1913 : Kattebaronessen
- 1915 : Evangeliemandens Liv (también director)
- 1916 : Det unge Blod (también director)
- 1917 : Manden uden Smil (también director)
- 1917 : Nattevandreren (también director)
- 1917 : Hendes Moders Løfte (también director)
- 1917 : Børnenes Synd (también director)
- 1917 : Krigens Fjende (también director)
- 1919 : Mod lyset (también director)
- 1920 : Manden, der sejrede (también director)
- 1920 : Har jeg Ret til at tage mit eget Liv? (también director)
- 1921 : Det Største i Verden (también director)
- 1925 : Der Mann um Mitternacht (también director)
- 1936 : Giftes - nej Tak!, de Lau Lauritzen Sr.

### Director
- 1912 : Kun en Tigger
- 1913 : Mens Pesten raser
- 1913 : Staalkongens Villie
- 1913 : Under Mindernes Træ
- 1913 : Skæbnens Veje
- 1913 : Den hvide Dame
- 1913 : Under Savklingens Tænder
- 1913 : Ballettens Datter
- 1913 : Fra Fyrste til Knejpevært
- 1913 : Prinsesse Elena
- 1914 : Elskovsleg (codirigida junto a August Blom)
- 1914 : Min Ven Levy
- 1914 : Uden Fædreland
- 1914 : Søvngængersken
- 1914 : Husassistenten
- 1914 : Millionærdrengen
- 1914 : Et vanskeligt Valg
- 1914 : Endelig alene
- 1914 : Under Skæbnens Hjul
- 1914 : Den mystiske Fremmede
- 1914 : Opiumsdrømmen
- 1915 : Ned med Vaabnene!
- 1915 : 500 Kroner inden Lørdag
- 1915 : Cigaretpigen
- 1915 : Hvem er Gentlemantyven?
- 1915 : Kærlighedens Triumf
- 1915 : Trold kan tæmmes
- 1915 : Barnets Magt
- 1915 : Et Haremsæventyr
- 1915 : En Opstandelse
- 1915 : Tempeldanserindens Elskov
- 1915 : Evangeliemandens Liv
- 1915 : Hvor Sorgerne glemmes
- 1916 : Den frelsende Film
- 1916 : Guldets Gift
- 1916 : Den hvide Djævel
- 1916 : For sin Faders Skyld
- 1916 : Maaneprinsessen
- 1916 : Hvo, som elsker sin Fader
- 1916 : Grevinde Hjerteløs
- 1916 : Den omstridte Jord
- 1916 : Danserindens kærlighedsdrøm
- 1916 : Det unge Blod
- 1916 : I Livets Brænding
- 1916 : En Æresoprejsning
- 1916 : Spiritisten
- 1916 : Børnevennerne
- 1916 : Det stjaalne Ansigt
- 1916 : Manden uden Fremtid
- 1916 : Sjæletyven
- 1916 : Danserindens Hævn
- 1917 : Manden uden Smil
- 1917 : Hans rigtige Kone
- 1917 : Hittebarnet
- 1917 : Nattevandreren
- 1917 : Livets Gøglerspil
- 1917 : Nattens Mysterium
- 1917 : Hendes Moders Løfte
- 1917 : Børnenes Synd
- 1917 : Krigens Fjende
- 1917 : Pax æterna
- 1917 : Fange Nr. 113
- 1918 : Himmelskibet
- 1918 : Retten sejrer
- 1918 : Testamentets Hemmelighed
- 1918 : Lydia
- 1918 : Præstens Datter
- 1918 : Krig og Kærlighed
- 1918 : Lykken
- 1918 : Folkets Ven
- 1919 : Hendes Helt
- 1919 : Den Æreløse
- 1919 : En Kunstners Gennembrud
- 1919 : Mod Lyset
- 1920 : Manden, der sejrede
- 1920 : Gudernes Yndling
- 1920 : Har jeg Ret til at tage mit eget Liv?
- 1921 : Tobias Buntschuh - Das Drama eines Einsamen
- 1921 : Am Webstuhl der Zeit
- 1921 : Det Største i Verden
- 1921 : Die sterbende Stadt
- 1922 : Pömperly's Kampf mit dem Schneeschuh
- 1922 : Die Sterbende Stadt
- 1923 : Zaida, die Tragödie eines Modells
- 1924 : Evangelimann, Der
- 1925 : Lebenskünstler, Ein
- 1925 : Der Mann um Mitternacht
- 1926 : Spitzen
- 1926 : Die sporckschen Jäger
- 1927 : Die heillige Lüge
- 1928 : Freiwild
- 1928 : Seltsame Nacht der Helga Wangen, Die
- 1929 : Was ist los mit Nanette?
- 1934 : København, Kalundborg og - ?, de Ludvig Brandstrup (como director técnico)
- 1936 : Sol over Danmark